# DDR-Meisterschaften im Feldfaustball 1955
Die DDR-Meisterschaften im Feldfaustball 1955 waren die sechste Austragung der DDR-Meisterschaften der Männer und Frauen im Feldfaustball der DDR im Jahre 1955.
Die Spiele fanden im August des Jahres in Schwerin statt.

## Frauen
Endstand
| Platz | Mannschaft                 |
| ----- | -------------------------- |
| 1.    | BSG Rotation Dresden Mitte |
| 2.    |                            |
| 3.    |                            |

## Männer
Endstand
| Platz | Mannschaft               |
| ----- | ------------------------ |
| 1.    | BSG Aktivist Hirschfelde |
| 2.    |                          |
| 3.    |                          |